# Schizoneuraphis litseicola
Schizoneuraphis litseicola är en insektsart. Schizoneuraphis litseicola ingår i släktet Schizoneuraphis och familjen långrörsbladlöss. Inga underarter finns listade i Catalogue of Life.